# ماتيوس ريزيند
ماتيوس ريزيند هو لاعب كرة قدم برازيلي في مركز الوسط، ولد في 17 مارس 1995 في São Luís de Montes Belos ‏ في البرازيل. لعب مع نادي غوياس.